# Клятва верности (баллада)
«Клятва верности» (англ. Sweet William's Ghost, Child 77, Roud 50) — шотландская народная баллада. Впервые была опубликована в The Tea-Table Miscellany Аллана Рэмзи в 1740 году. Фрэнсис Джеймс Чайлд в своём собрании приводит семь её весьма различающихся вариантов — некоторые из них были выделены им из баллады «Вилли» (англ. Clerk Saunders, Child 69).

## Сюжет
Призрак любимого (обычно по имени Вильям) появляется перед девушкой (Маргарет), требуя освободить его от обещания взять её в жёны. Девушка может попросить его всё же сделать это (он отвечает, что сам мёртв), может попросить поцеловать её (он отвечает, что его поцелуй теперь смертелен) или поведать различные подробности загробной жизни (что призрак делает). Вильям приводит её к своей могиле, и Маргарет просит отправиться с ним. Когда кричат петухи, он исчезает. В версии Рэмси Маргарет затем умирает от горя. В одной из версий, записанной Дэвидом Хёрдом и в версии Дж. Робертсона Вильям соглашается взять девушку с собой в могилу. В вариантах Вальтера Скотта и Роберта Джемисона призрак исчезает, и Маргарет остаётся наедине со своим горем. В записанных Уильямом Мазеруэллом и Джорджем Ритчи Кинлохом вариантах это она отталкивает Вильяма (в первом — узнав о его неверности и детях от других девушек).
Мотив жениха, вернувшегося с того света и увлекающего за собой любимую, по системе Аарне — Томпсона имеет номер 365 и распространён в северной Европе: так, известны скандинавские варианты баллады, где призрак приходит из-за того, что скорбь невесты причиняет ему муки. Готфрид Бюргер положил этот сюжет в основу своей баллады «Ленора», которую на русский язык переводили В. А. Жуковский и П. А. Катенин.
Том Шиппи в своей работе по легендариуму Дж.Р.Р. Толкина «Дорога в Средьземелье» проводит параллели между имеющимся в варианте Хёрда слове midd-larf и Middle-Earth — названием мира, подразумевая, что эта баллада могла являться толикой вдохновения для Толкина.

## Русский перевод
Перевод баллады на русский язык был осуществлён Самуилом Яковлевичем Маршаком и впервые опубликован в журнале «Северные записки» (№ 10 за 1916 год) под названием «Тень милого Вильяма». Для издания 1944 года перевод был переработан.